# Десиз
Десиз (фр. Decize) насеље је и општина у источном делу централне Француске у региону Бургоња, у департману Нијевр која припада префектури Невер.
По подацима из 2011. године у општини је живело 5733 становника, а густина насељености је износила 118,89 становника/km². Општина се простире на површини од 48,22 km². Налази се на средњој надморској висини од 197 метара (максималној 243 m, а минималној 183 m).

## Демографија
| 1962. | 1968. | 1975. | 1982. | 1990. | 1999. | 2011. |
| ----- | ----- | ----- | ----- | ----- | ----- | ----- |
| 6.594 | 7.175 | 7.528 | 7.437 | 6.876 | 6.456 | 5.733 |

График промене броја становника у току последњих година